# Abborrtjärnet (Järnskogs socken, Värmland, 662745-129199)
Abborrtjärnet är en sjö i Eda kommun i Värmland och ingår i Göta älvs huvudavrinningsområde.